# La Nueva Vida
La Nueva Vida är en ort i Mexiko.   Den ligger i kommunen Uxpanapa och delstaten Veracruz, i den sydöstra delen av landet, 600 km öster om huvudstaden Mexico City. La Nueva Vida ligger 80 meter över havet och antalet invånare är 170.
Terrängen runt La Nueva Vida är platt åt sydväst, men åt nordost är den kuperad. Runt La Nueva Vida är det ganska glesbefolkat, med 29 invånare per kvadratkilometer. Närmaste större samhälle är Poblado 10, 16,1 km sydväst om La Nueva Vida. I omgivningarna runt La Nueva Vida växer i huvudsak städsegrön lövskog.